# Deelemania manensis
Deelemania manensis är en spindelart som beskrevs av Rudy Jocqué och Robert Bosmans 1983. Deelemania manensis ingår i släktet Deelemania och familjen täckvävarspindlar.
Artens utbredningsområde är Elfenbenskusten. Inga underarter finns listade i Catalogue of Life.